# Herbert Ballmann
 Herbert Ballmann (29 de diciembre de 1924 – 21 de mayo de 2009) fue un productor, director y guionista alemán.

## Biografía
Nacido en Dortmund, Alemania, finalizó sus estudios de secundaria en 1942, formándose después como actor en el Teatro Schiller de Berlín. Finalizada la Segunda Guerra Mundial, inició su carrera en la República Democrática de Alemania (DDR). Su primer trabajo cinematográfico fue el documental Blaue Wimpel im Sommerwind. Entre 1954 y 1958 dirigió los estudios de cine infantil y juvenil de la productora Deutsche Film AG (DEFA), donde realizó cuatro largometrajes, entre ellos Der Teufel vom Mühlenberg (1955). El film Der Prozeß wird vertagt (1958), basado en una novela de Leonhard Frank, fue su primera película para adultos. En su siguiente proyecto, Haus im Feuer, sobre una novela de Harry Thürk, tuvo desavenencias con la dirección de la DEFA. La dirección del film fue encargada a Carl Ballhaus (aunque finalmente el rodaje se suspendió a los dos meses), y Ballmann decidió abandonar la DDR. En ese momento rodaba Ein Sommertag macht keine Liebe, película que hubo de completar Gerhard Klein.
Ballmann se mudó en 1959 al distrito berlinés de Grunewald, viviendo allí con su esposa, la actriz Gisela Uhlen, que actuaba en el Teatro Schiller. Entre 1959 y 1961 él trabajó como actor y director en el Schiller, y desde 1961 dirigió en el Hansa-Theater y en el Teatro en Kurfürstendamm, ambos en Berlín.
En 1967 dirigió por vez primera un telefilm, dándose a conocer por el público gracias a la serie televisiva de 1978 Ein Mann will nach oben, basada en una novela de Hans Fallada. Además, pronto también trabajó como productor televisivo, y como director de NFP – Neue Filmproduktion GmbH, fue responsable de series de éxito como Drei Damen vom Grill y Praxis Bülowbogen y, a finales de los años 1990, de Der Havelkaiser, serie en la que actuaban Günter Pfitzmann y Rosemarie Fendel.
Junto a Wolfgang Patzschke y Herbert Stass, en 1971 recibió el Premio Grimme de oro por la producción televisiva Interview mit Herbert K.
Sus últimos trabajos como director cinematográfico fueron las comedias Einmal Ku’damm und zurück (1985), con Ursela Monn, y A.D.A.M. (1988), con Helmut Berger y Désirée Nosbusch.
Desde 1957 a 1961 estuvo casado con la actriz Gisela Uhlen. Tras divorciarse, posteriormente se casó con Renate Ballmann, con la que convivió hasta el momento de su muerte, ocurrida en Berlín en 2009. Ambos se encuentran enterrados en el Cementerio Evangélico Nikolassee, en el campo CII59/60.

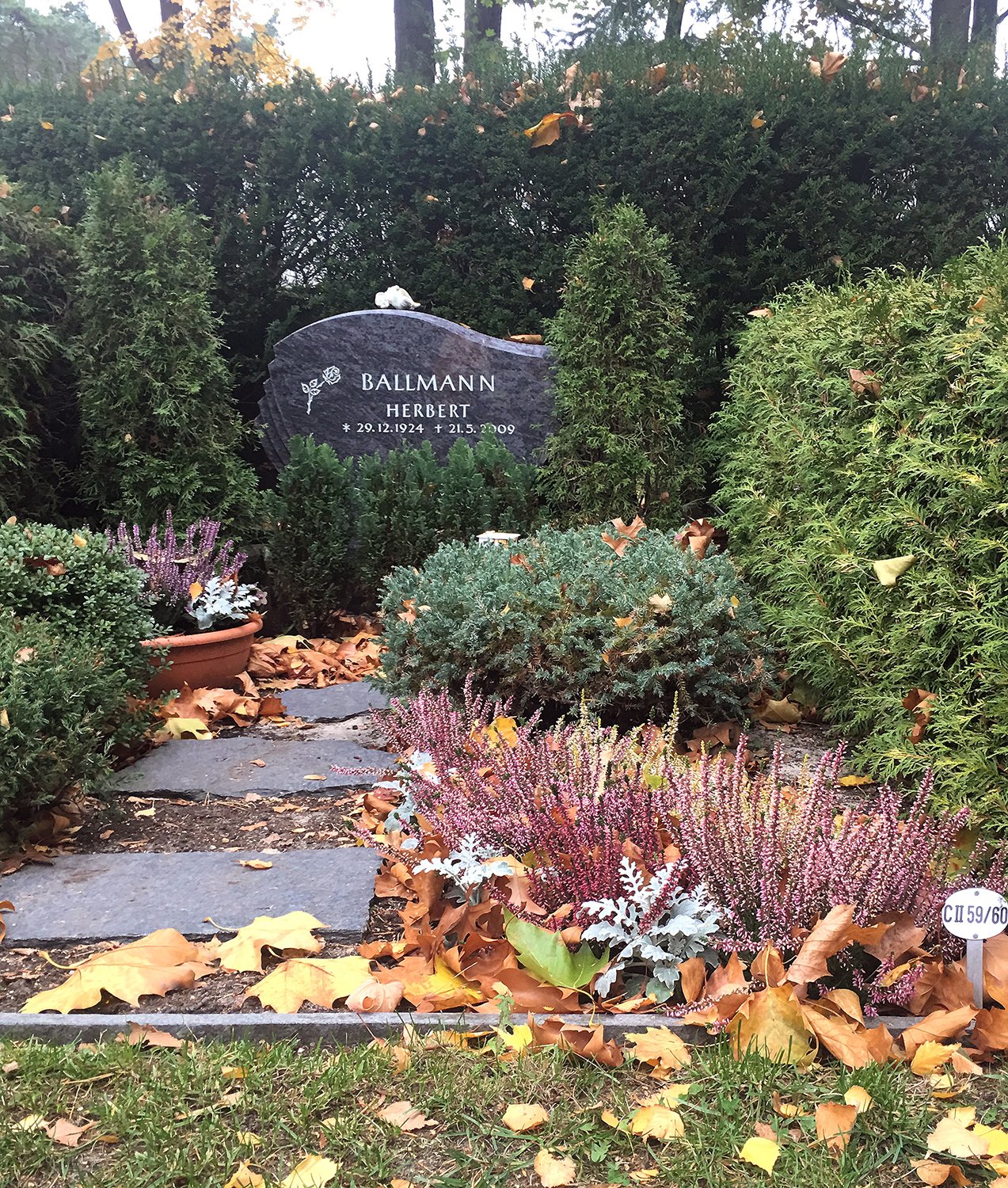
Tumba de Herbert Ballmann

## Filmografía (selección)
- 1952 : Blaue Wimpel im Sommerwind (documental, director y guionista)
- 1954 : Das geheimnisvolle Wrack (director)
- 1955 : Der Teufel vom Mühlenberg (director)
- 1956 : Das Traumschiff (director y guionista)
- 1956 : Tinko (director)
- 1958 : Der Prozeß wird vertagt (director y guionista)
- 1959–1960 : Haus im Feuer (solo guionista)
- 1961 : Ein Sommertag macht keine Liebe (director)
- 1966 : Das Millionending (serie TV, dos episodios, solo actor)
- 1969–1971 : Familie Bergmann (serie TV, director)
- 1969 : Helgalein (director)
- 1969 : Attentat auf den Mächtigen (telefilm, director)
- 1970 : Interview mit Herbert K. (telefilm, director)
- 1972 : Das Geheimnis der alten Mamsell (telefilm, director)
- 1972 : Frau Jenny Treibel (telefilm, director)
- 1976 : Ein Fall für Stein (serie TV, director)
- 1977 : Ein Mann will nach oben (serie TV, director)
- 1985 : Einmal Ku’damm und zurück (director)
- 1988 : A.D.A.M. (director)
- 1994–2000 : Der Havelkaiser (serie TV, director)